# Emilio de' Cavalieri
Emilio de' Cavalieri (Roma, 1550 – Roma, 11 marzo 1602) è stato un compositore e organista italiano.

## Biografia
Nacque in una nobile famiglia romana, figlio di Tommaso de' Cavalieri, amico di Michelangelo e da questi amato.
Visse a lungo a Firenze presso la corte di Ferdinando I de' Medici, cardinale e poi Granduca di Toscana ottenendo dal 3 settembre 1588 l'incarico di maestro di musica nella Basilica. 
A lungo assiduo frequentatore della Camerata de' Bardi – l'Accademia fiorentina del conte Giovanni de' Bardi – fu compositore di oratori, lamentazioni e madrigali, organista e insegnante di canto, ma anche ballerino, coreografo e amministratore. Molto probabilmente fu tra i partecipanti alla rappresentazione fiorentina del 1600 della Euridice di Jacopo Peri, ritenuta una fra le più antiche – se non la più antica in assoluto – opere in musica giunte compiutamente fino ai tempi attuali.
Con la sua opera – assieme a quella di altri compositori quali Jacopo Peri e Giulio Caccini, con i quali collaborò – vennero gettate le basi del teatro musicale che condurrà dapprima alla formula del recitar cantando e quindi al melodramma.
Responsabile della musica presso la corte medicea, Cavalieri sovrintese (1589) alla realizzazione degli Intermedi per La Pellegrina dirigendone l'esecuzione e contribuendo alla composizione del finale del sesto intermedio.
Rientrato a Roma, fu nominato dal granduca Ferdinando Direttore della musica. Nella capitale organizzò la vita culturale portando avanti – ultimo decennio del XVI secolo – l'Oratorio del Crocifisso; fu proprio in quel contesto che presentò la sua Rappresentatione di Anima et Corpo (1600), non solo la sua opera più famosa, ma uno dei punti saldi della produzione rappresentativo-musicale di tutto il secolo.
Rappresentatione di Anima, et di Corpo ha avuto la prima al Festival di Salisburgo nel 1968 con José van Dam ed è rimasta in cartellone fino al 1973.

## Opere pubblicate
- L'Ascensione del Nostro Salvatore (ante 1588);
- Godi turba immortale, madrigale e Canzone a ballo (O che nuovo miracolo) (Venezia 1591) da Intermedi et concerti composti per la commedia La Pellegrina rappresentata nel 1589;
- Il Satiro e La disperazione di Fileno (Testo: Laura Guidiccioni, Firenze, 1590);
- Il giuoco della cieca (Testo: Laura Guidiccioni e Giovanni Battista Guarini. Firenze, Palazzo Pitti, 1595);
- Lamentationes Hieremiae Prophetae, responsori a 1-5 voci (1599);
- Rappresentatione di Anima, et di Corpo (per recitar cantando), dramma per musica in 1 prologo e 3 atti, in collaborazione con Padre Agostino Manni (Oratorio dei Filippini di Roma, 1600);
- Dialogo di Giunone e Minerva (Battista Guarini. Firenze, Palazzo Vecchio, 1600) (partitura musicale perduta).

## Discografia
- 1976 - Rappresentatione di Anima e di Corpo, Soloists, Mietglieder des Collegium vocale, Köln, & Instrumental Ensemble, dir. Hans-Martin Linde (EMI "Reflexe")
- 1990 - Lamentationes Hieremiae Prophetae, I Madrigalisti del Centro Musica Antica di Padova, dir. Livio Picotti (Tactus)
- 1992 - Rappresentatione di Anima et di Corpo, Istitutioni Harmoniche e Accademia Strumentale Italiana, dir. Marco Longhini (Stradivarius)
- 1996 - Rappresentatione di Anima e di Corpo, Magnificat Ensemble e Whole Noyse Ensemble, dir. Warren Stewart (Koch)
- 1998 - Rappresentatione di Anima et di Corpo, Cappella Musicale San Petronio di Bologna, dir. Sergio Vartolo (Naxos)
- 2001 - Lamentations, Le Poeme Harmonique, dir. Vincènt Dumestre (Alpha)
- 2004 - Rappresentatione di Anima et di Corpo, L'Arpeggiata, Christina Pluhar, dir. (Alpha)
- 2015 - Rappresentatione di Anima et di Corpo, Soloists, Staatsopernchor, Akademie für Alte Musik Berlin, René Jacobs, dir. (Harmonia Mundi)